# Луций Вилий
Луций Вилий Аналис (Lucius Villius Annalis) е политик на Римската република през 2 век пр.н.е. Произлиза от плебейската фамилия Вилии, клон Аналис.
През 180 пр.н.е. той е народен трибун. Консули тази година са Авъл Постумий Албин Луск, Гай Калпурний Пизон и суфектконсул Квинт Фулвий Флак на местото на умрелия му втори баща Пизон.
Той провежда плебисцит и въвежда lex Villia annalis, основата за Suo anno, в който се определя минималната възраст за различните служби (cursus honorum). Получава затова когномен "Annalis". Сула допълва този закон за cursus honorum и го нарича lex Cornelia de magistratibus.